# Khabarovsk kraj
Khabarovsk kraj, (russisk: Хабаровский край, tr. Khabarovskij kraj) er en kraj i Rusland og en af de 83 føderale enheder i den russiske føderation. Krajens areal er på 787.633 km² og har 1.273.488 (2025) indbyggere. Krajens administrative center er placeret i Khabarovsk, der med sine 615.570 (2024) indbyggere er krajens største by. Andre større byer er Komsomolsk ved Amur med 235.488 (2024) indbyggere og Amursk, der har 37.501 (2024) indbyggere.
Khabarovsk kraj ligger primært ved den nedre del af Amur-flodens bækken, men har også et stort bjergrigt område langs kysten af Okhotske Hav, en arm af Stillehavet.

## Byer
- Amursk
- Khabarovsk
- Komsomolsk ved Amur